# Passage Brady
Die Passage Brady ist eine überdachte Ladenpassage aus dem 19. Jahrhundert im 10. Arrondissement von Paris. Die Passage Brady ist seit dem 7. März 2002 ein schützenswertes Denkmal (monument historique).

## Lage
Die Passage Brady befindet sich zwischen 46, rue du Faubourg-Saint-Denis und 33, Boulevard de Strasbourg, in einem gemischten Wohn- und Geschäftsviertel außerhalb der ehemaligen Stadtmauern, die im 17. Jahrhundert abgerissen wurden und an deren Stelle die Grands Boulevards geschaffen wurden. Château d’Eau ist die nächste Metrostation der Linie 4, die Paris vom Süden nach Norden durchquert. Die Nähe zu den großen Boulevards hat den Bau der Passage begünstigt.

## Namensursprung
Die Passage wurde nach dem Namen ihres Erbauers, Monsieur Brady, benannt., der sein Geschäft in der Rue du Faubourg Saint–Denis betrieb, genau an der Stelle, wo heute der Eingang zur Passage ist.

## Geschichte
Sie wurde am 15. April 1828 eingeweiht und ihr östlicher Teil, der bis zur Rue du Faubourg-Saint-Martin reichte, wurde 1854 zerstört, als unter Napoleon III. und dem Präfekten Georges-Eugène Haussmann der Boulevard de Strasbourg, eine große Achse vom Châtelet zum Gare de l’Est, geschaffen wurde. Ursprünglich befanden sich ca. 100 Geschäfte in der Passage und über den Geschäften Wohnungen. Die gewölbten Keller dienten als Lagerräume und Werkstätten für Handwerker. Weitere Passagen befinden sich in der Nähe: Passage du Prado (10. arrondissement), Passage du Caire (2. arrondissement), Passage Bourg-l’Abbé (2. arrondissement) und Passage du Grand-Cerf (2. arrondissement).

## Heutiger Zustand
Das Viertel hat heute einen hohen Einwandereranteil und in der Passage, die seit langem nicht mehr renoviert wurde und deshalb sehr heruntergekommen ist, befinden sich fast ausschließlich pakistanische bzw. indische Geschäfte und Restaurants, die viele Tische in der Passage stehen haben. Das Glasdach ist undicht und nur notdürftig ausgebessert; der Boden, vielfach aufgerissen, hat nur noch Reste seines ursprünglichen Pflasters. An den beiden Eingängen befinden sich am Boden beschädigte und unvollständige Mosaike mit dem Namen der Passage. Im Besitz einer Eigentümergemeinschaft, die keine Renovierungsarbeiten vornahm, verkam die Passage jahrelang immer mehr. Seit Juli 2013 finden Renovierungsarbeiten statt, die den Zustand der Passage wieder verbessern sollen.

## Im Film
Roman Polański lässt eine Szene seines Films Frantic (1987) hier spielen.